# Der kleine Haustyrann
Der kleine Haustyrann (Originaltitel: Trésor) ist eine französische Filmkomödie und der letzte Film von Regisseur Claude Berri aus dem Jahr 2009. In den Hauptrollen sind Alain Chabat und Mathilde Seigner zu sehen.

## Handlung
Der Architekt Jean-Pierre und seine Frau Nathalie sind seit fünf Jahren miteinander verheiratet und leben glücklich in Paris. Zum Hochzeitstag will Jean-Pierre seiner Frau eine besondere Freude bereiten. Er schenkt ihr einen vier Monate alten Hundewelpen. Für Nathalie ist es Liebe auf den ersten Blick, als sie ihr Geschenk, eine Englische Bulldogge, in Empfang nimmt. Nachdem sie den Hund auf den Namen „Trésor“ getauft hat, macht er Jean-Pierre schon bald den Platz streitig. Nathalie hat nur noch Augen für Trésor und lässt ihn im Ehebett schlafen. Trésor neigt jedoch zu Blähungen, zerbeißt Jean-Pierres Schuhe und schnarcht, weshalb Nathalie und Jean-Pierre permanent in Streit geraten und sich zunehmend auseinanderleben. Mit einem Antischnarchspray versucht Jean-Pierre, Trésors Schnarchen zu unterbinden. Als Nathalie ihn dabei erwischt, wie er dem kleinen Hund den Spray verabreichen will, nimmt sie ihm den Hund empört aus den Händen. 
Jean-Pierre vertraut sich seinem Kollegen Bruno an, der ihm rät, mit Nathalie ein Baby zu bekommen. Nathalies Mutter Nadine nutzt derweil die Gelegenheit, sich in das Leben des Paares einzumischen. Um ihre Ehe zu retten, suchen Nathalie und Jean-Pierre schließlich die Tierpsychologin Françoise Lagier auf, die ihnen rät, dem Hund gegenüber mehr Autorität zu zeigen und sich selbst Freiräume zu schaffen, um ihre Liebe zueinander neu zu entdecken. Jean-Pierre und Nathalie geben Trésor in Nadines Obhut und fahren nach Ostende, wo sie ein paar Tage zu zweit verbringen wollen. Als Nathalie am Strand eine Bulldogge sieht, bekommt sie Sehnsucht nach ihrem eigenen Hund und Jean-Pierre lässt sich widerwillig von ihr überreden, vorzeitig abzureisen. Zurück in Paris ist alles wie zuvor. Nathalie lässt Trésor im Bett schlafen und Jean-Pierre ist damit nicht einverstanden. Als Jean-Pierre am nächsten Tag von seiner Arbeit nach Hause kommt, findet er einen Zettel von Nathalie. Sie hat ihn verlassen und wohnt ab sofort mit Trésor bei ihrer Mutter. 
Über Brigitte, Inhaberin eines Hundesalons, lernt Nathalie bei einer Hundeausstellung Fabrice kennen, der ein Faible für Bassets hat. Als sich Nathalie mit ihm in seiner Wohnung trifft, wo Fabrice zahlreiche Gemälde von Bassets an den Wänden hängen hat, sieht Nathalie ein, dass Fabrice kein Mann für sie ist. Jean-Pierre trifft derweil auf die attraktive Hundebesitzerin Florianne und sie gehen gemeinsam in eine Bar. Als Florianne ihn fragt, wo Trésor sei, mit dem sie ihn zuvor des Öfteren gesehen hat, entschließt sich Jean-Pierre, sich als Ersatz eine junge Englische Bulldogge zu kaufen. In einem Park treffen er und Nathalie mit den beiden Hunden zufällig aufeinander und gestehen, einander vermisst zu haben. Sie versöhnen sich und liegen anschließend zusammen mit ihren Hunden schlafend vor dem Fernseher.

## Hintergrund
Der kleine Haustyrann war die letzte Regiearbeit des französischen Filmemachers Claude Berri, der während der Dreharbeiten am 12. Januar 2009 in einem Pariser Krankenhaus an den Folgen einer Hirnblutung verstarb. Regisseur François Dupeyron, der mit dem Film Monsieur Ibrahim und die Blumen des Koran 2003 bekannt wurde, beendete Berris letzten Film. Die Dreharbeiten fanden in Paris und Ostende statt.
Der kleine Haustyrann kam am 11. November 2009 in Frankreich und Belgien in die Kinos. In Deutschland wurde der Film erstmals im April 2011 auf DVD und Blu-ray veröffentlicht.

## Kritiken
Jordan Mintzer von Variety zufolge sei der letzte Film des verstorbenen französischen Regisseurs Claude Berri, „leider Gottes, weder sehenswert noch erinnerungswürdig“. Das Drehbuch ziehe „offenkundig“ ein Haustier dem Menschen vor, „während sich die Gags vor einer tristen Kulisse aus Körperflüssigkeiten und Designer-Schlafzimmern erschöpfen“. Télérama schrieb, es sei „traurig“, dass der letzte Film von Claude Berri „eine sehr schlechte Komödie“ sei. Das „eher dümmliche Thema (meine Frau, ihr Hund und ich)“ verlange nach einer „leichten Inszenierung und unglaublichen Schauspielern“. Mathilde Seigner, die „in einer unerträglichen Rolle natürlich“ wirke, stehe jedoch „einem sehr blassen Chabat“ gegenüber. Pierre Vavasseur von Le Parisien meinte, dass nur Hundeliebhaber dem Drehbuch „den Mangel an Biss“ verzeihen könnten.
Für das Lexikon des internationalen Films war Der kleine Haustyrann wiederum eine „[s]ympathische Familienkomödie, die alltägliche Beziehungsprobleme in einen satirischen Zusammenhang stellt und zugleich übertriebene Tierliebe und die an ihr verdienende Industrie karikiert“.

## Deutsche Fassung
| Rolle       | Darsteller       | Synchronsprecher |
| ----------- | ---------------- | ---------------- |
| Jean-Pierre | Alain Chabat     | Gilles Karolyi   |
| Nathalie    | Mathilde Seigner | Katrin Decker    |